# Emmeline Pethick-Lawrence
Emmeline Pethick-Lawrence (21 d'octubre de 1867 – 11 de març de 1954) va ser una activista britànica pels drets de les dones.

## Biografia
Emmeline Pethick va néixer el 21 d'octubre de 1867 a Bristol, El seu pare era un empresari. Va ser la segona de 13 fills, va anar a un internat als 8 anys. De 1891 a 1895 va treballar com a germana del poble per a la missió metodista de Londres occidental a Cleveland Hall, a prop de Fitzroy Square.
Va ajudar Mary Neal a gestionar el club de nenes de la missió. A la tardor de 1895 va deixar la missió amb Mary Neal per fundar el Club de l'Esperança, un club de nenes que no estava subjecte a les limitacions de la missió i on es podia fer dansa i teatre. Pethick també va fundar la Casa Esperança, una cooperativa tèxtil amb un salari mínim, una jornada de vuit hores i vacances.

Es va casar amb Frederick Lawrence el 1901, i la parella va adoptar el cognom conjunt Pethick-Lawrence. Va ser membre de la Suffrage Society i allí va conèixer Emmeline Pankhurst, el 1906. Va ser tresorera de la Unió Social i Política de les Dones (Women's Social and Political Union - WSPU) i va recaptar £134,000 durant sis anys. 

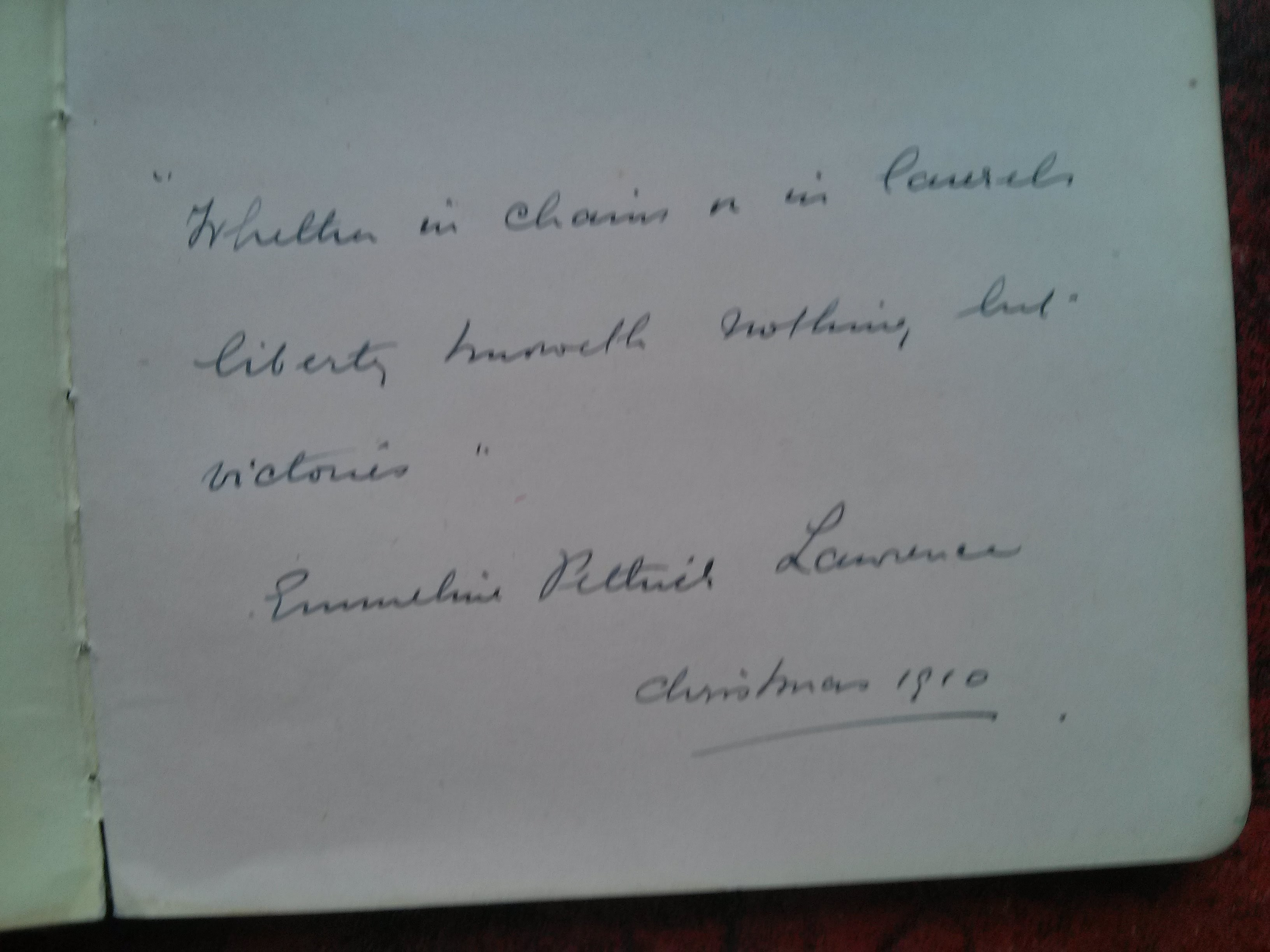
Text manuscrit d'Emmeline Pethick-Lawrence al quadern de presoners de la WSPU de Mabel Cappers, del desembre de 1910

Pethick-Lawrence va editar la publicació Votes for Women ('Vots per a les dones') amb el seu espòs el 1907. La parella va ser arrestada i enviada a la presó el 1912 sota el càrrec de conspiració per les accions que hi van haver després de les mobilitzacions que van comportar el trencament de finestres, malgrat que ells s'havien posicionat en contra d'aquestes accions. Després del seu alliberament, van ser expulsats de la WSPU per Emmeline Pankhurst i la seva filla, Christabel Pankhurst, a causa dels creixents desacords sobre la utilització de tàctiques més radicals a les quals els Pethick-Lawrences s'oposaven. Es van unir llavors a l'United Suffragists. Emmeline va assistir al Congrés Internacional de Dones a l'Haia, el 1915. Va ser candidata pel Partit Laborista el 1918.
El 1938 Pethick-Lawrence va publicar les seves memòries, on va posar particular èmfasi en la seva visió sobre la radicalització del moviment sufragista en els moments previs de la Primera Guerra Mundial.
El 1945 es va convertir en Lady Pethick-Lawrence quan el seu marit va accedir al títol de baró.